# Lawrence Bartell
Lawrence Sims Bartell (Ann Arbor, 23 de febrero de 1923-Ann Arbor, 8 de septiembre de 2017) fue un fisicoquímico estadounidense. Fue profesor emérito de química Philip J. Elving en la Universidad de Michigan. Sus investigaciones en fisicoquímica se centraron en estudios de difracción de electrones de la estructura molecular y posteriormente en mecánica molecular. Se retiró de su puesto docente en Michigan en 1993.

## Biografía

### Primeros años
Nació el 23 de febrero de 1923 en Ann Arbor, Míchigan, hijo del destacado profesor de química de la Universidad de Míchigan, Floyd Bartell. Asistió brevemente a la Universidad de Carolina del Norte como estudiante antes de regresar para completar sus estudios en la Universidad de Míchigan, de donde recibió su licenciatura en 1944. Antes de terminar sus estudios, Glenn T. Seaborg lo invitó a una entrevista para un puesto de trabajo en el Proyecto Manhattan. Aceptó el trabajo y trabajó en métodos para extraer plutonio del uranio. Posteriormente fue reclutado en la Marina y sirvió durante nueve meses antes de ser dado de baja por discapacidad debido a fiebre reumática. Posteriormente regresó a la Universidad de Míchigan y recibió su doctorado en 1953 bajo la supervisión de Lawrence Brockway.

### Carrera
Comenzó su carrera académica en la Universidad Estatal de Iowa, donde se incorporó a la facultad en 1953. Se trasladó a la Universidad de Míchigan en 1965, donde permanecería hasta su jubilación en 1993. Fue nombrado profesor de química Philip J. Elving en 1987. Presidió la División de Física Química de la Sociedad Estadounidense de Física de 1977 a 1978 y formó parte de los consejos editoriales de varias revistas científicas especializadas en física química. Un tipo de microscopio electrónico utilizado por su grupo de investigación fue señalado en el Libro Guinness de los Récords Mundiales en la década de 1970 como el más potente del mundo en ese momento.
Después de su jubilación, escribió varias memorias, incluido un artículo que describe sus experiencias trabajando en el Proyecto Manhattan y un libro autoeditado llamado True Stories of Strange Events and Odd People: A Memoir. Falleció en septiembre de 2017.

## Premios y honores
- Miembro de la Sociedad Estadounidense de Física, (1968)[8]
- Premio al Logro Docente Distinguido de la Universidad de Míchigan, (1981)[1]
- Premio al Profesorado Distinguido de las Juntas Directivas de la Asociación de Míchigan, (1982)[1]
- Premio a la Creatividad de la Fundación Nacional de Ciencias, (1982)[1]
- Científico del año de Míchigan, (1986)[1]